# Zijlweg (Haarlem)
De Zijlweg is een straat in Haarlem.
De Zijlweg is ongeveer 1,6 km lang en loopt (oost-west gezien) vanaf de Zijlsingel / Kinderhuissingel vanuit het centrum van Haarlem naar de Bloemendaalseweg in Overveen. Aan het einde van de weg ligt het voormalige rechthuis van de heerlijkheid Tetterode. De weg ligt op een voormalig waterverloop waarin aan de stadskant een sluisje (zijl) lag, dat het veenwater uit de duinen moest tegenhouden.
Aan de centrumkant van de straat gaat de Zijlweg, na de Zijlbrug over de Kinderhuissingel, over in de Zijlstraat. Hier bevond zich vroeger de Zijlpoort.
In het gemeentelijk bestemmingsplan heeft de straat een gemengde bestemming: een goed bereikbare doorgaande weg, en vestigingsplaats voor commerciële functies zoals detailhandel.

## Monopoly
De Zijlweg geniet nationale bekendheid als een van de straten in het middensegment van de markt in de Nederlandse versie van het bordspel Monopoly, op de plaats van Whitehall in de traditionele Londense versie. De andere Haarlemse straten in het bordspel zijn Barteljorisstraat en de Houtstraat.